# Auguste-Emmanuel Hotin
Auguste-Emmanuel Hotin, né le 24 décembre 1850 à Dieppe et mort le 16 juin 1910 à Paris, est un peintre, dessinateur et graveur français.

## Biographie

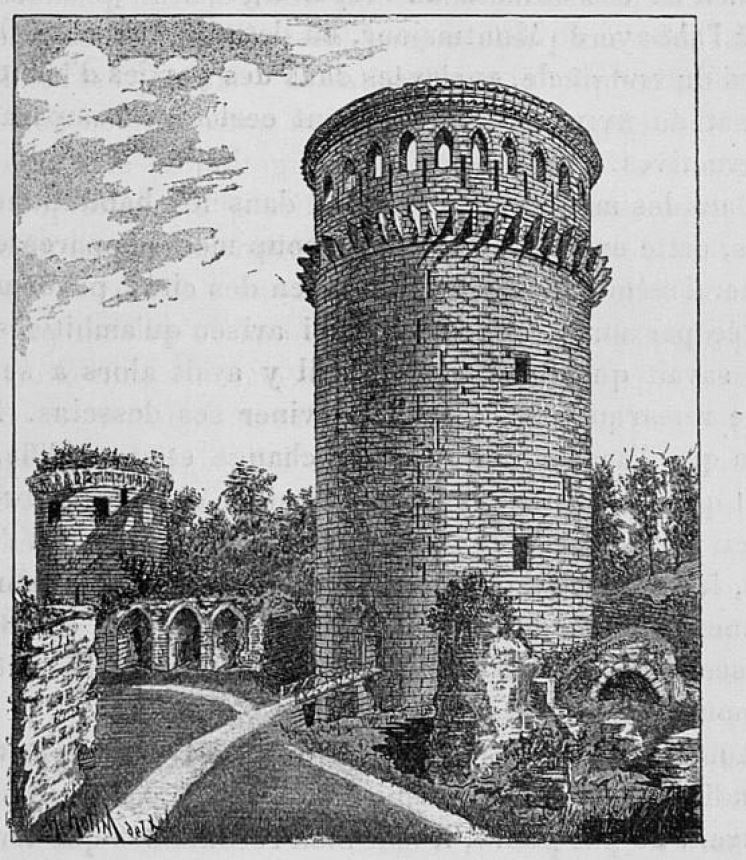
Le donjon du Château de Coucy, gravure de A.-E. Hotin, 1891.

Auguste-Emmanuel Hotin naît le 24 décembre 1850 à Dieppe,.
Infirme très jeune, il est contraint de s'appuyer sur deux béquilles pour marcher. Ce désavantage physique s'ajoutant à une extrême modestie le fait vivre un peu à l'écart.
Il est élève de H. Guérard, de Brunet-Bebaisne et de Mongin, il s'attache à la reproduction d'objets d'art pour la Gazette des beaux-art, la Revue de l'art ancien et moderne et quelques ouvrages d'art décoratif.
Il expose au Salon de 1895 à 1910 diverses planches parmi lesquelles nous manquent la Vierge et l'Enfant d'après Botticelli, l'Escalier du trésor de St Jacques de Dieppe et les eaux-fortes consacrées à la cathédrale de Dieppe.
Infatigable travailleur, on cite parmi ses reproductions : L'Enfant rieur, d'après Frans Hals, Démocrite, d'après Coypel[Lequel ?], dont l'administration des beaux-arts paye le dessin à la plume 1 000 francs, et d'autres gravures d'après Gérard Dou, Rubens, Roybet, Antoine Vechte, Luc-Olivier Merson. Il fait aussi d'intéressantes eaux-fortes originales, notamment : Le Trésor de St Jacques ou la Frises aux sauvages et Vue du Portail de la Tour St-Jacques de Dieppe. On lui doit également un nombre considérable de dessins (plus de  6 000), des portraits, des paysages à l'huile, des aquarelles et de très remarquables tableaux en pyrogravure. 
Auguste-Emmanuel Hotin meurt le 16 juin 1910 à son domicile au 13 rue Yvon-Villarceau, d'une embolie, en pleine possession de son talent, alors qu'il tire des épreuves de son Démocrite.

## Publication
- Les Bronzes d'art et d'ameublement avec Henri Havard et H. Toussaint, 1897[7]